# ナナとリリ
『ナナとリリ』は、1967年に週刊少女フレンドに連載されていた里中満智子の漫画作品。

## ストーリー
ナナはニューヨークで美術を学ぶ高校生。彼女には両親の事故死の後に別の親類に引き取られて音信不通となっている双子の姉のリリがいた。ナナのクラスメイトで恋人のジムが、ナナとの待ち合わせ場所でナナそっくりの娘を見かけた。ナナという名前を聞いて顔色を変えた娘は、自分は違うと言い残してジムから逃げる様に立ち去った。直後にそれを聞いてリリだと気がついたナナは、ジムとともに行方を追い、貧民街でリリとリリを引き取ったスミスという親類を発見する。破産した親類がリリに労働を強制していると知ったナナは、ナナを引き取った洋裁店経営者のジェーンとともにリリを引き取ろうとするが、スミスは今まで育てた代償として大金を要求する。ジェーンは預金をはたき、さらに借金までしてようやくその金を工面したが、さらにリリが心臓病で余命2年と判明し、治療代が必要となった。
時を前後して、若手実業家のアダムスがナナに求愛した。ナナはジムを愛してはいたが、アダムスの真摯な態度に加え、リリの治療費や借金、さらに店の資金援助までしてくれるアダムスを明確に拒絶する事は出来ない。一方、そういった事情を全く知らないジムはナナが変節したと誤解し、そのまま召集されてベトナム戦争へ出征する。
この頃、リリはジムを愛し始めていた。リリの幸せを願うナナは、アダムスの求愛を受け入れる気持ちを固めていくが、その矢先、アダムスの会社が乗っ取りに遭った。ナナたちへの資金援助が株主たちから弾劾されたアダムスは会社を手放し、ナナたちへの資金提供も打ち切られた。一方、ジムが戦線で負傷して捕虜となり、さらに負傷時のショックで記憶喪失になってしまった…

## 主な登場人物
ナナ
主人公。活発な性格を有する画家志望の女学生。ジムとアダムスの二人から恋慕され、それが波乱の一因となる。好きな画家はルノワールで、このルノワールに関する逸話が、負傷後のジムにある影響を及ぼす事になる。
リリ
ナナとは双子の姉妹。引き取られた親類が破産して労働を強いられ、さらに心臓を患っている。ナナとは髪型が違うだけで顔はそっくり。
ジム
ナナのクラスメイトで恋人。やや短期な性格で、普段からナナと衝突する傾向があり、ナナとアダムスと事も早合点していた。徴兵されてベトナムに送られるが捕虜となり、利き腕と頭を負傷してしまう。
アダムズ
ナナに求愛した若手実業家。
ジェーン
ナナとリリの母親の妹。ナナを引き取って育てていた。
スミス
ナナとリリの父親の姉。リリを引き取った当時は資産家だったが、破産してスラム街に移り住み、病身のリリを働かせていた。

## 単行本
- 朝日ソノラマのサンコミックスより全2巻でリリースされ、その後絶版になった。
- 2005年よりオンデマンド印刷に対応している(ISBN 978-4861883408)。